# Shaul Lewin
Shaul Lewin, auch Schaul, Sally, Levin, (geboren 31. Oktober 1905 in Kiew, Russisches Kaiserreich; gestorben 13. Juli 1986 in Tel Aviv) war ein russisch-israelischer Pädagoge, Bildungspolitiker und Diplomat.

## Leben
Shaul Lewin war Sohn des Ingenieurs Samuel Lewin aus Pinsk und der Sofia Kosteljanetz aus Libau.
Lewin besuchte in Kiew das staatliche Gymnasium und die hebräische Schule in Łódź. Die Familie verließ Russland in Folge der Russischen Revolution 1917. Das Abitur machte er 1924 im Freistaat Danzig. Lewin studierte Geographie und Geschichte in Heidelberg, Genf und Berlin und wurde 1932 promoviert. Gleichzeitig machte er die Religionslehrerprüfung an der Hochschule für die Wissenschaft des Judentums in Berlin und wurde Lehrer an der Karsen-Oberschule in Berlin-Neukölln. Lewin war er in der Zionistischen Vereinigung für Deutschland aktiv und Mitglied im Wanderbund Blau-Weiß. Er war unter dem Namen Sally Lewin Verfasser eines in Deutschland und in den USA erfolgreichen Musicals mit zionistischem Inhalt, die Musik stammte von Daniel Sambursky. Er heiratete 1933 in Berlin Miryam Nacht, sie haben einen 1938 geborenen Sohn.
Nach der Machtübergabe an die Nationalsozialisten 1933 beteiligte er sich an der antinationalsozialistischen Propaganda in mehreren europäischen Staaten und am Boykottaufruf gegen deutsche Waren. Er wurde im Juli 1933 in Deutschland kurzzeitig verhaftet und floh mit seiner Frau in das britische Mandatsgebiet Palästina. Lewin arbeitete dort als Lehrer und war von 1945 bis 1948 Direktor einer Schule in Tel Aviv. Im Staat Israel wurde er 1948 Schulrat in Netanja. 1953 wurde er Direktor der Schul- und Kulturbehörde im Bezirk Tel Aviv.
Lewin wechselte 1956 in den Diplomatischen Dienst Israels, ging als Kulturattaché an die Botschaft in Paris und fungierte als Mitglied der israelischen Delegation bei der UNESCO. 1963 ging er als Kulturattaché nach Rio de Janeiro und war 1969 bis 1971 Gesandter in Kamerun und in Guinea-Bissau.
Lewin initiierte 1960 mit dem deutschen Schuldezernenten Johannes Giesberts (1909–1981) den Jugendaustausch der Stadt Tel Aviv mit der Stadt Köln. Die Kölnische Gesellschaft für Christlich-Jüdische Zusammenarbeit stiftete 2006 den Giesberts-Lewin-Preis. Lewin erhielt das Bundesverdienstkreuz und Auszeichnungen der israelischen, französischen, brasilianischen und kamerunischen Regierungen.

## Werke
- Daniel Sambursky; Sally Lewin: Die einzige Lösung : ein Stück von jüdischer Not und jüdischem Aufbau. Berlin : Zionistische Vereinigung für Deutschland, 1932
- Das ist nicht der Weg.